# Naufragio del HTMS Sukhothai
El Naufragio del HTMS Sukhothai en Prachuap Khiri Khan (en Tailandés: เรือหลวงสุโขทัย, LBTR: Sukhothai) fue el hundimiento de la corbeta de la clase Ratanakosin operada por la Royal Thai Navy, acontecido en la noche del 18 de diciembre del 2022. El barco llevaba el nombre del Reino de Sukhothai, considerado tradicionalmente como el primer reino tailandés. Mientras realizaba una misión de patrulla meteorológica en el golfo de Tailandia, el barco de 35 años comenzó a hacer agua debido a los fuertes vientos y olas, lo que provocó un corte de energía y la posterior pérdida de control de la maquinaria y los mecanismos de dirección. El HTMS Sukhothai continuó tomando agua hasta que finalmente se hundió durante la noche. La Royal Navy de Tailandia fue enviada para rescatar y asegurar a los 106 miembros de la tripulación.

## Antecedentes
El barco se hundió después de una tormenta en el golfo de Tailandia el 18 de diciembre de 2022. Desarrolló unos problemas después de que los sistemas eléctricos y las bombas fallaran debido a las inundaciones. Las fallas fueron causadas por agua de mar que entró en un puerto de escape en mar gruesa, lo que provocó un cortocircuito en el sistema eléctrico del barco. Se hundió alrededor de las 23:30 hora local (UTC+07:00). El Departamento Meteorológico de Tailandia emitió un aviso meteorológico para el área antes del hundimiento, advirtiendo sobre olas de 4 metros (13 pies) de altura y aconsejando a los barcos que "procedan con precaución".

## Operativos de rescate
Los esfuerzos de rescate salvaron a 75 marineros, incluidos algunos del agua, pero 31 miembros de la tripulación de los 106 a bordo estaban desaparecidos el 19 de diciembre.
El Sukhothai había estado patrullando 17 millas náuticas (32 km) al este de Bang Saphan, en la provincia de Prachuap Khiri Khan, cuando quedó atrapada en la tormenta el 18 de diciembre. Se enviaron otros barcos navales y helicópteros para ayudar, pero solo HTMS Kraburi llegó al barco antes de que se hundiera, recogiendo a la mayor parte de su tripulación. 11 sobrevivientes fueron llevados al hospital mientras que 40 fueron llevados a un refugio. Veintiún miembros de su tripulación fueron reportados como desaparecidos, con uno muerto. 84 tripulantes fueron rescatados, 47 por Kraburi, 4 por remolcadores desconocidos, 20 por el petrolero tailandés MT Sri Chaiya, 2 por un petrolero desconocido y 2 por el petrolero malasio MT Straits Energy. Al menos tres de los sobrevivientes resultaron gravemente heridos

## Investigación
Las autoridades tailandesas, están haciendo las investigaciones de rigor por el cual están determinando el origen del fallo y por ende los problemas que condujeron a que el barco se hunda con facilidad al que estarán ya siendo sometidas las pruebas que irán recabándose con el paso de los días.